# Óscar Arias Sánchez
Óscar Arias Sánchez (ejtsd: [oszkár áriász száncsesz]; született Óscar Rafael de Jesús Arias Sánchez) (Heredia, Costa Rica, 1940. szeptember 13. –) Costa Rica-i politikus, 2010-ig ország elnöke, egyben az első (és ezidáig egyetlen) Costa Rica-i Nobel-díjas. Ügyvéd, közgazdász, politológus, vállalkozó és filozófus, az országot az 1986 és 1990 közötti időszakban kormányozta először.
A Nobel-békedíjat 1987-ben kapta meg, amiért részt vett a közép-amerikai fegyveres konfliktusok békerendezési folyamataiban, különös tekintettel az Egyesült Államok támogatásával szemben tanúsított kemény ellenállására a nicaraguai ellenfél konfliktusában.
Újabban a kampány egyik fő célját, Az Egyesült Államok, Közép-Amerika és a Dominikai Köztársaság közötti Szabadkereskedelmi Szerződés ratifikálását támogató pozícióban van; mindazonáltal Costa Ricában vannak szektorok, akik ellenzik a szerződés elfogadását, míg mások támogatják.
2005-ben jelent meg a neve az ország elnökjelöltjeként, miután a Legfelsőbb Bíróság Alkotmányi Testülete (Sala Constitucional de la Corte Suprema de Justicia) bejelentette, hogy az elnöki újraválasztást megakadályozó alkotmányreform korlátozta az állampolgárok alapvető jogait. Megnyerte a 2006-os Costa Rica-i elnökválasztást, szűk, 1,1%-os fölénnyel közvetlen követője, Ottón Solís Fallasszal szemben. Dr. Arias újraválasztása egy olyan esemény, amelyre először volt példa a legutóbbi 36 évben.

## Életrajz
Arias a Costa Rica-i Herediában született 1940. szeptember 13-án. Jogot és közgazdaságtant hallgatott a Costa Rica-i Egyetemen. Közgazdász képesítéséhez írt diplomadolgozatával, amely Kényszercsoportok Costa Ricában címmel íródott, 1971-ben megnyerte a Nemzeti Esszé Díjat (Premio Nacional de Ensayo). 1967-ben megszerezte a politikatudomány mesterfokozatát az angliai Essexi Egyetemen. Ott mutatta be dolgozatát Tanulmány a formális vezetésről Costa Ricában címmel, amely az első politikai témájú esszéje volt. 1974-ben politológiai doktori címet szerzett az angliai Essex Egyetemen, majd a Costa Rica-i Egyetem politológia professzora volt.

## Politikai élet
Mialatt egyetemi tanulmányait folytatta, 20 évesen belépett a Nemzeti Liberáció Párt (Partido Liberación Nacional) soraiba, s azóta gyorsan haladt felfelé a politikai ranglétrán.
1970-ben az akkori elnök, José Figueres Ferrer tanácsadójává nevezte ki az Elnöki Házban, majd később nemzeti tervezési miniszterré. A pozícióban való kiváló teljesítése miatt Daniel Oduber Quirós, Figueres elnök utódja is megtartotta a minisztériumban 1974-ig.
Az 1978-as választások alkalmával képviselővé választották. 1981-ben a Nemzeti Liberáció Párt főtitkári posztjára pályázott. 1985-ben köztársasági elnökjelöltté választották a következő évben tartandó választásokra, amelyeket megnyert Rafael Ángel Calderón Fournier ellen.

## Első elnöki mandátum (1986–1990)
Miután bekerült a kormányzásba, Dr. Arias gazdasági megszorító intézkedéseket hozott az ország külső adósságának csökkentése érdekében. Mindazonáltal, erőfeszítései szintén célozták a béketeremtést az akkoriban a gerillaharcok, valamint a politikai instabilitás által sújtott Közép-Amerikában, amelyet az egész térségben az Egyesült Államok és Nicaragua Sandino-kormánya közötti nézeteltérések okoztak, akiket ez időszakban a Szovjetunió támogatott a két ország között zajló hidegháború részeként.
Dr. Arias összehívta El Salvador, Guatemala, Honduras és Nicaragua elnökeit a béketeremtő folyamat véghezvitele érdekében, amelyet a Contadora Csoport kezdeményezett, azonban a folyamat megbénult a panamai polgári konfliktus és az előbb említett Nicaragua és az USA közötti feszültségek miatt.
Az említett folyamat Guatemalában született meg Arias-béketerv (Plan Arias para la Paz) elnevezéssel, 1987. október 7-én, amely megegyezés Az esquipulasi békeegyezmény néven (El Acuerdo de Paz de Esquipulas) is ismert. A béketeremtés érdekében tett erőfeszítéseit nemzetközileg is elismerték, amikor megítélték neki ebben az évben a Nobel-békedíjat, majd 1988-ban a Nemzetközi Együttműködés Asztúria Hercege Díját (Premio Príncipe de Asturias de Cooperación Internacional).
Costa Rica tartotta előnyét a térségben egészséges gazdaságának és magas életszínvonalának köszönhetően, ahol a bruttó hazai termék (Producto Interno Bruto, BIP) éves 5%-os növekedést mutatott, amihez még hozzájárult a munkanélküliség arányának 3,4%-ot elért csökkenése, amely a legalacsonyabb volt a féltekén.
E gazdasági fejlődés mérlegeként szilárd szociális jóléti program fejlődött ki, amely magában foglalta többek között a rászorulók lakhatósági ellátását (a kampányban 80 ezer lakás felépítésére tettek ígéretet).

## Az Arias-békealapítvány
Az 1987-ben kapott Nobel-békedíjból származó teljes bevételt Dr. Arias az Arias Alapítvány a Békéért és az Emberi Haladásért létrehozására szánta. Az alapítvány segítségével három programot indítottak:
- az Emberi Haladás Központja (Centro para el Progreso Humano), amely a nők esélyegyenlőségét támogatta a közép-amerikai társadalom minden szektorában;
- a Szervezett Részvétel Központja (Centro para la Participación Organizada), amely az emberbarát orientációban való változtatást célozta Latin-Amerikában; valamint
- a Béke és a Békekötés Központja (Centro para la Paz y la Reconciliación), amely a demilitarizáció és a fejlődés útján haladó konfliktusrendezés javára dolgozik.

E három alappillérrel Óscar Arias folytatta a globális béketeremtés és az emberi biztonság elérésének keresését. Nemrégiben kezdeményezést adott ki, amely egy, a Fegyverforgalom Szabályozásának Nemzetközi Törvénykönyve (Código Internacional de Conducta para la Transferencia de Armas) létrehozását célozza.

## Publikált könyvei
- 1970: Grupos de presión en Costa Rica („Kényszercsoportok Costa Ricában”)
- 1976: Quién gobierna en Costa Rica („Ki kormányoz Costa Ricában”)
- 1977: Democracia, independencia y sociedad latinoamericana („Demokrácia, függetlenség és latin-amerikai társadalom”)
- 1978: Los caminos para el desarrollo de Costa Rica („Costa Rica fejlődéséhez vezető utak”)
- 1979: Nuevos rumbos para el desarrollo costarricense („Új célirányok a Costa Rica-i fejlődéshez”)
- 2005: Hagamos juntos el camino – Discursos, artículos y ensayos („Tegyük együtt az utat – Beszédek, cikkek és esszék”)